# منوچهر لشگری
منوچهر لشگری، (۲۰ اسفند ۱۳۱۴ – ۱۱ دی ۱۳۹۶) نوازنده ویلن، فلوت و کمانچه و سنتور و تنبک و نی و آهنگساز و ردیف دان اهل ایران بود. اثر شناخته شده وی کتاب ردیف آواز های ایرانی برای ساز ویولن است که بعد از کتاب ردیف های استاد صبا به عنوان ردیف های اصلی ویولن و کمانچه در دانشگاه های موسیقی ایران تدریس میشود.

## دوران کودکی
منوچهر لشگری فرزند علی اصغر لشگری که از نوازندگان تار بود در سال ۱۳۱۴ در تهران متولد شد، از سن ده سالگی نواختن نی لبک و فلوت را نزد پدر و در سن دوازده سالگی نواختن ویلن را نزد دایی خود جواد لشگری و پس از مدتی نواختن کمانچه سنتور و سه تار را نیز آموخت.

## اساتید
وی نواختن کمانچه را نزد علی اصغر بهاری و ویلن را نزد بزرگ لشگری و جواد لشگری و نی لبک و فلوت را نزد پدر خود علی اصغر لشگری آموخت.

همچنین هارمونی و آهنگسازی را نزد هوشنگ استوار یوسف یوسف‌زاده و پروفسور دیوید در کلاسهایی که از طرف رادیو در دانشگاه تهران تشکیل شده بود، فرا گرفت.

منوچهر لشگری در طول همکاری در رادیو از راهنمایی‌های مرتضی حنانه بهره جست.

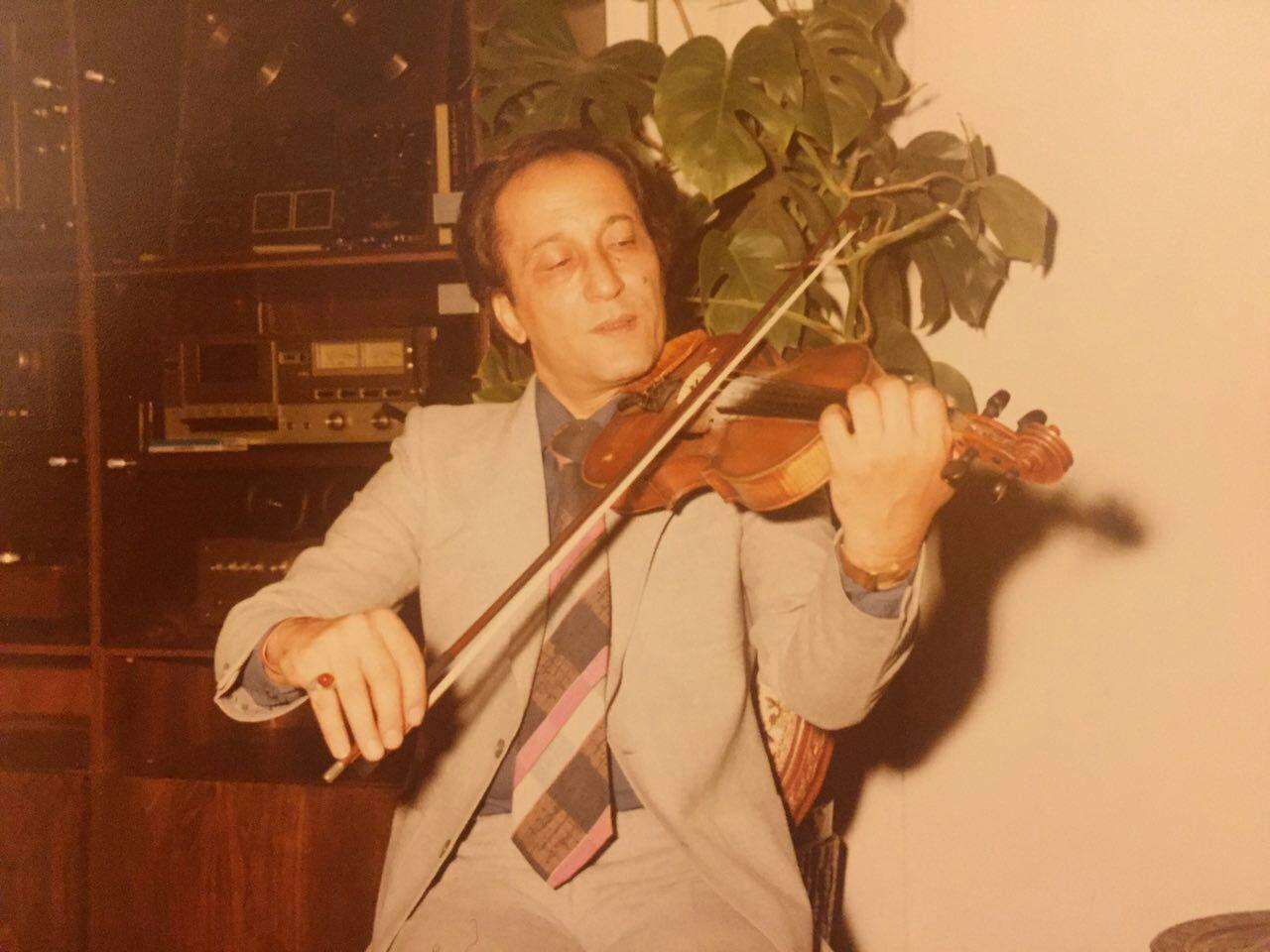
منوچهر لشگری در حال نواختن ویلن.

## نوازندگی در ارکستر رادیو
منوچهر لشگری از سال ۱۳۳۳ به عنوان نوازنده فلوت در ارکستر ابراهیم منصوری و مرتضی محجوبی شروع به نوازندگی و بعد از آن در سال ۱۳۴۰ به عنوان نوازنده و آهنگساز در ارکستر شماره ۱ رادیو به رهبری حسینعلی ملاح و ارکستر نکیسا به رهبری مصطفی کسروی و ارکستر باربد به رهبری فریدون ناصری و فرهاد فخرالدینی و ارکستر سازهای ملی به رهبری مهدی مفتاح و همایون خرم ادامه داد.

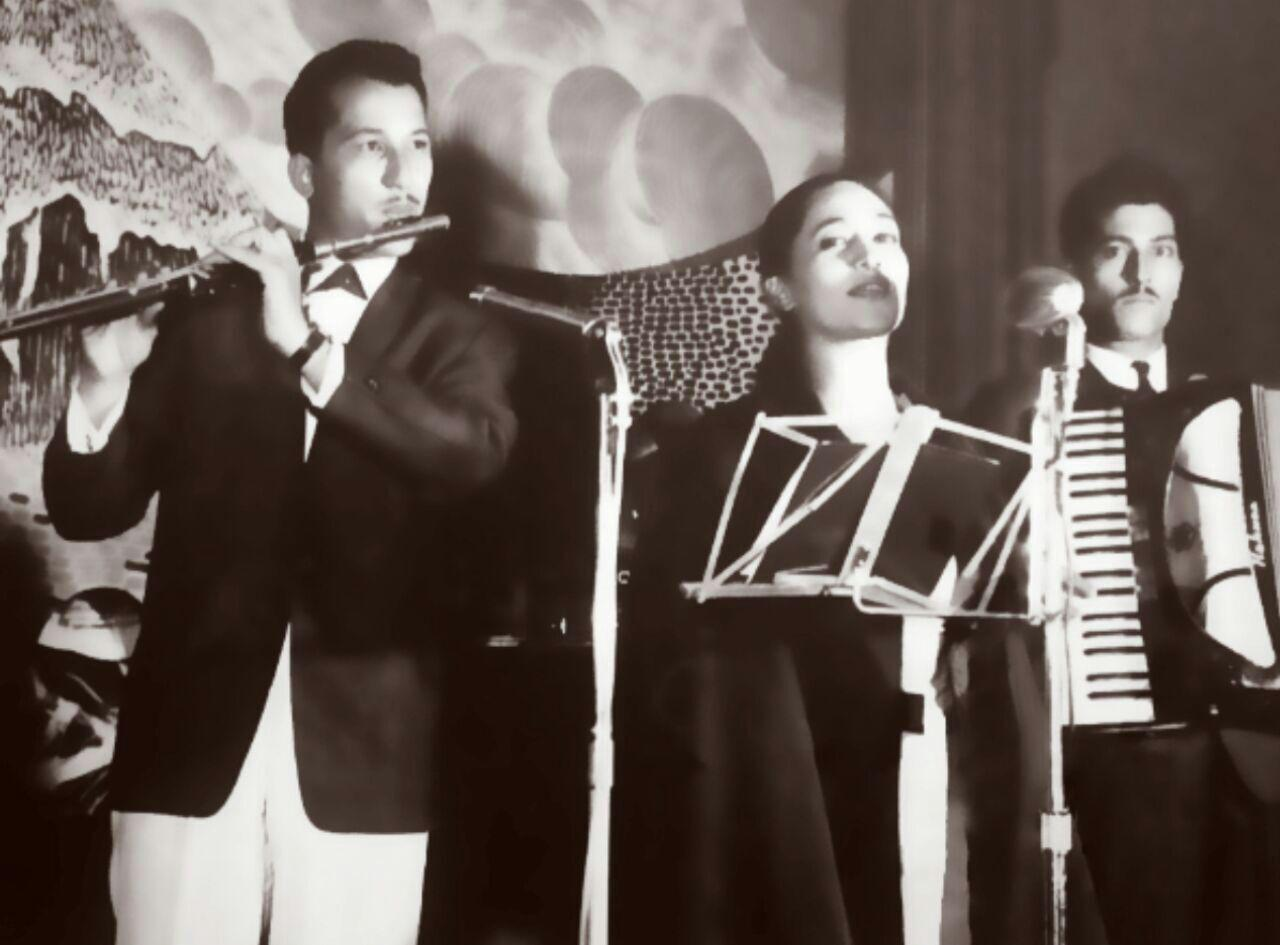
حسن لشگری (آکاردئون) مرضیه (خواننده) و منوچهر لشگری (فلوت)

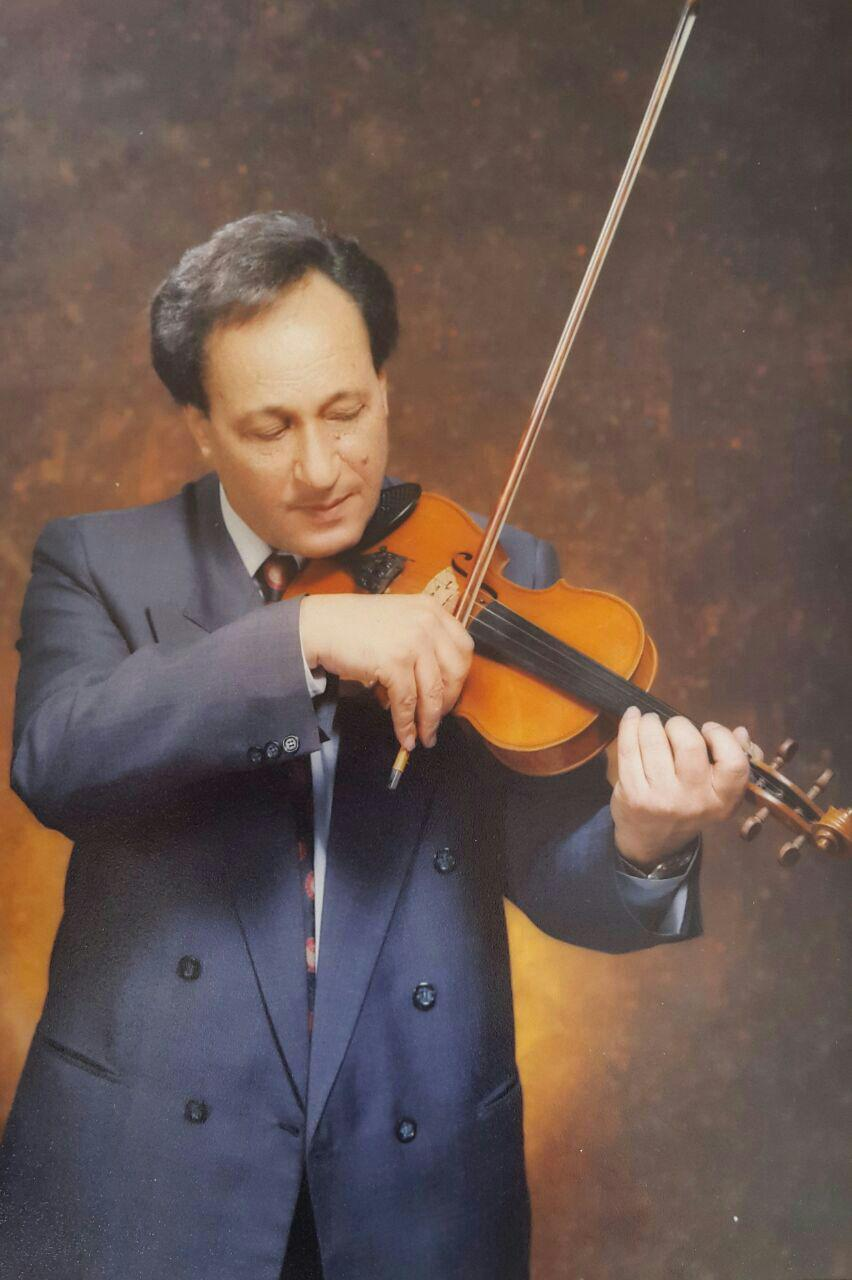
استاد منوچهر لشگری در حال نواختن ویلن.

## آهنگ‌سازی
منوچهر لشگری آهنگسازی را در سال ۱۳۴۰ شمسی شروع و اولین آهنگی که ساخت آتش جاویدان نام داشت که در آواز افشاری با کلامی از ابوالقاسم حالت و با صدای غلامحسین بنان ضبط گردید.

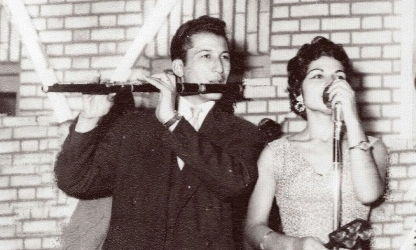
الهه و منوچهر لشگری.

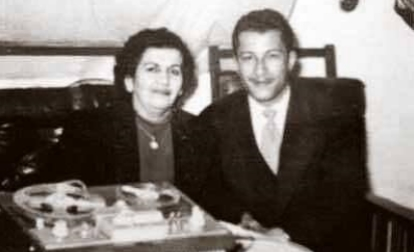
منوچهر لشگری و ملوک ضرابی.

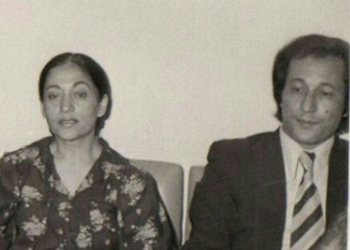
منوچهر لشگری و مرضیه.

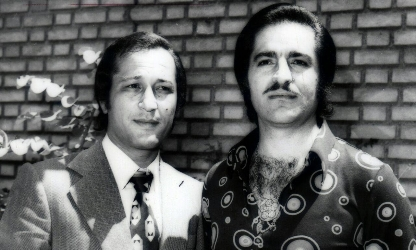
کورس سرهنگ زاده و منوچهر لشگری.

از دیگر آثار وی می‌توان به صفحه‌های گرامافون زیر اشاره کرد:
- آهنگ دور از وطن با صدای غلامحسین بنان و شعر ابوالقاسم حالت تاریخ ضبط تیر ۱۳۴۱.
- آهنگ آتشم زد با صدای مرضیه و شعر سیمین بهبهانی، تاریخ ضبط اردیبهشت ۱۳۵۴.
- آهنگ در میخونه بسته با صدای الهه و شعر هما میرافشار، تاریخ ضبط ۱۳۵۱.
- آهنگ به یادت بودم با صدای کورس سرهنگ‌زاده، شعر سیمین بهبهانی تاریخ ضبط دی ۱۳۴۶.
- آهنگ چشمام آخه شوره با صدای کورس سرهنگ زاده و شعر مهدخت مخبر تاریخ ضبط مرداد ۱۳۵۱.
- آهنگ عزیز یکدانه با صدای نگار و شعر معینی کرمانشاهی، تاریخ ضبط اسفند ۱۳۵۱.
- آهنگ خدایا عاشقم کن با صدای جمال وفایی و شعر معینی کرمانشاهی تاریخ ضبط اسفند ۱۳۵۱.
- آهنگ طاق یا جفت با صدای سیما بینا و شعر سیمین بهبهانی تاریخ ضبط دی ۱۳۵۱.
- آهنگ پاکی دل با صدای ناصر مسعودی و شعر سیمین بهبهانی تاریخ ضبط آبان ۱۳۴۷.
- آهنگ بیگانه از دل با صدای رؤیا و شعر هما میرافشار تاریخ ضبط خرداد ۱۳۴۹.
- آهنگ من و خاکستر با صدای عهدیه و شعر سیمین بهبهانی تاریخ ضبط بهمن ۱۳۴۷.
- آهنگ آسوده‌خاطر با صدای الهه و شعر تورج نگهبان تاریخ ضبط مرداد ۱۳۴۵.
- آهنگ سایهٔ غم با صدای مرضیه و شعر سیمین بهبهانی تاریخ ضبط آذر ۱۳۵۰.
- آهنگ سفر کردم با صدای دلکش و شعر سیمین بهبهانی تاریخ ضبط تیر ۱۳۴۸.
- آهنگ اینا همش کار دل با صدای کوروس سرهنگ زاده و شعر پرویز خطیبی تاریخ ضبط آذر ۱۳۴۸.
- آهنگ سکوت شبها با صدای پروین و شعر سیمین بهبهانی تاریخ ضبط شهریور ۱۳۴۷.
- آهنگ خاکستر با صدای رامش و شعر سیمین بهبهانی تاریخ ضبط خرداد ۱۳۴۶.
- آهنگ آخرین ستاره با صدای رامش و شعر سیمین بهبهانی تاریخ ضبط دی ۱۳۴۶.
- آهنگ در می‌زند با صدای مرضیه و شعر سیمین بهبهانی تاریخ ضبط خرداد ۱۳۴۵.
- آهنگ بیگانگی چرا با صدای فرح و شعر نیر سینا تاریخ ضبط اردیبهشت ۱۳۴۶.
- آهنگ یک دل و صد آرزو با صدای مرضیه و شعر حسین شاه زیدی تاریخ ضبط مهر ۱۳۳۴.
- آهنگ می‌روی برو با صدای پروین و شعر سیمین بهبهانی تاریخ ضبط خرداد ۱۳۴۶.
- آهنگ بیا به شیراز با صدای یاسمین و شعر سیمین بهبهانی تاریخ ضبط تیر ۱۳۳۷.
- آهنگ نامه با صدای گلوریا روحانی و شعر سیمین بهبهانی تاریخ ضبط اسفند ۱۳۵۱.
- آهنگ دل من پر می‌زنه با صدای روحبخش و شعر هما میرافشار تاریخ ضبط اسفند ۱۳۴۹. و به علاوه بر این آهنگ‌ها تصنیف‌هایی با صدای امین الله رشیدی ساخته و ضبط گردیده است.

همچنین با همکاری شاعران و ترانه سرایانی چون نیر سینا، ابراهیم صهبا، بهادر یگانه و محمدعلی بهمنی، معینی کرمانشاهی، مهدخت مخبر، سیمین بهبهانی، تورج نگهبان، هما میرافشار، پرویز خطیبی، ابوالقاسم حالت عبدالله الفت حسین شاه زهدی و … در مجموع ۲۰۰ اثر باکلام و بی کلام از منوچهر لشگری باقیمانده‌است.

همچنین منوچهر لشگری دارای مقام درجه یک هنری (دکتری) در رشتهٔ موسیقی ذر زمینه آهنگسازی می‌باشد.

## تنظیم
منوچهر لشگری علاوه بر آهنگسازی، تنظیم بسیاری از آهنگ‌هایش را نیز خود به عهده داشته‌است، در این زمینه قطعاتی چون: موج در دستگاه شور، نسیم در آواز بیات ترک، شبنم در دستگاه چهارگاه، شکوفه در دستگاه ماهور و گلدونه در آواز دشتی که سال‌ها آرم برنامهٔ راه شب رادیو بود، را می‌توان نام برد.

## تالیفات
برخی از تالیفات منوچهر لشگری به شرح ذیل می‌باشد که توسط انتشارات چنگ منتشر گردیده‌است:
1. کتاب ردیف آوازهای ایرانی برای ویلن، کمانچه، فلوت و نی.[۴]
2. کتاب مقدماتی سنتور و آهنگ‌های فولکلور و خاطره انگیز.
3. کتاب من و فلوتم، آموزش فلوت به زبان‌های فارسی و انگلیسی.
4. کتاب آموزش تنبک به روش ساده.
5. کتاب ردیف سنتور، دورهٔ عالی با تنظیم هدی انتظاری.
6. کتاب ۲۴ قطعه پیش‌درآمد و رنگ برای ویلن.
7. کتاب ۲۴ قطعه پیش‌درآمد و رنگ برای سنتور.
8. کتاب ۱۴ قطعه موسیقی بی‌کلام به کوشش زهرا نازیار.
9. کتاب منتخب آهنگ‌ها و ترانه‌ها به کوشش زهرا نازیار (جلد اول).
10. کتاب منتخب آهنگ‌ها و ترانه‌ها به کوشش زهرا نازیار (جلد دوم).